# Berner Modell (Didaktik)
Das Berner Modell ist ein kompetenz- und ressourcenorientiertes, didaktisches Planungsmodell, das am ehemaligen Berner Seminar für Erwachsenenbildung von einem Team von Ausbildenden entwickelt und von Hans Furrer publiziert wurde. Das Berner Modell wird heute von verschiedenen Erwachsenenbildungsinstitutionen, insbesondere der Akademie für Erwachsenenbildung in Basel, Bern, Luzern und Zürich, als didaktisches Instrument verwendet.

## Allgemein

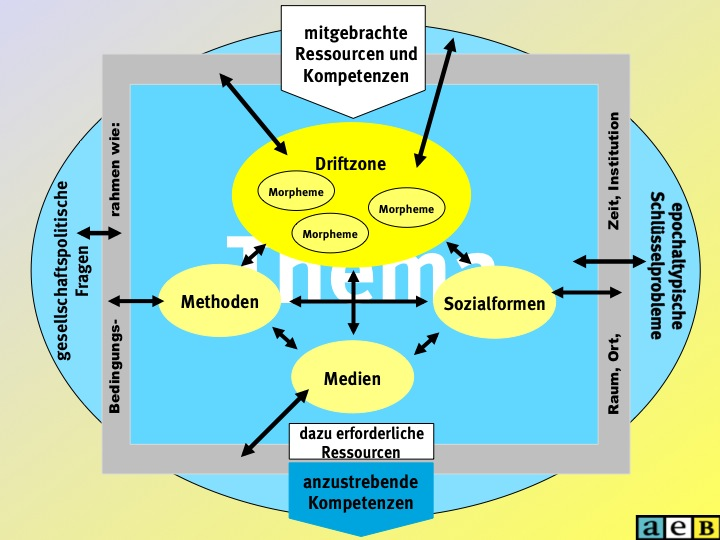
Ablaufschema des Berner Modells

Darstellungsmässig lehnt sich das Berner Modell an das Berliner Modell an, orientiert sich aber nicht – wie dieses – an Lernzielen, sondern an zu entwickelnden Kompetenzen.
Da Bildungsfragen immer Gesellschaftsfragen sind (Wolfgang Klafki), hat die didaktische Analyse immer auf dem Hintergrund der aktuellen gesellschaftspolitischen Fragen (heute vor allem der neoliberalen Sparpolitik) und der epochaltypischen Schlüsselprobleme zu geschehen.
Unter Kompetenz wird im Berner Modell die Möglichkeit einer Person verstanden, in einer bestimmten Situation diejenigen Ressourcen zu mobilisieren, die sie für die Bewältigung der Situation benötigt (Performanz). Ressourcen werden im heute in der Schweiz verwendeten KoRe-Modell unterschieden in Wissen, Fertigkeiten und Fähigkeiten, Haltungen und Werte und externe Ressourcen. In der Berufsbildung werden neuerdings auch die Begriffe Wissen, Können, Wollen und Dürfen verwendet.
Kompetenzen können im Unterricht weder vermittelt noch erworben werden. Man hat sie nicht ein für alle Male, sondern sie müssen in der spezifischen Situation durch Integration der entsprechenden Ressourcen entwickelt werden. Sie können darum auch nicht geprüft oder gemessen werden. Unter Beweis gestellt werden kann nur die Performanz.

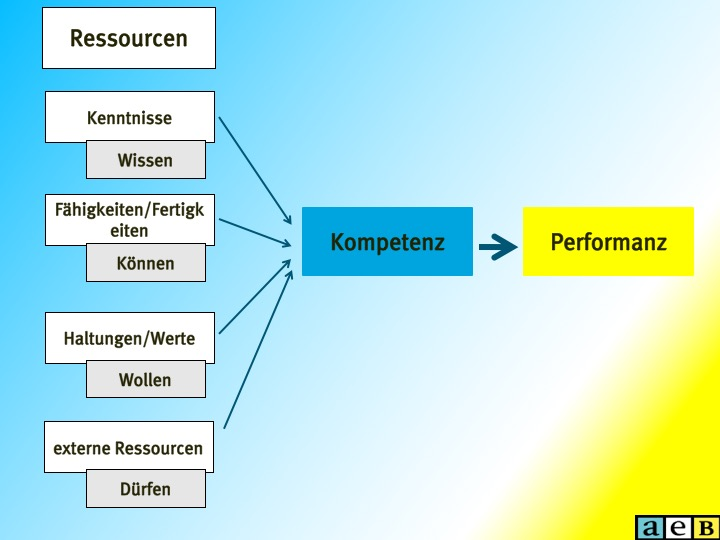
Ressourcen – Kompetenz – Performanz

Im Unterricht können aber die für eine bestimmte Kompetenz bzw. Performanz notwendigen Ressourcen vermittelt werden. Zudem müssen didaktische Arrangements gewählt werden, in denen die Lernenden die Ressourcen zu Kompetenzen integrieren können.

## Konsequenzen für den Unterricht
Aus den oben erwähnten Aspekten ergibt sich folgendes Vorgehen:
| kompetenzorientiert Planen | → | ressourcenorientiert Unterrichten | → | performanzorientiert Prüfen |

### Kompetenzorientiert Planen
Meist sind in den heutigen Bildungsplänen oder Curricula zu erreichende Kompetenzen vorgegeben. Dazu ein Beispiel aus dem Schreinerberuf:
| - Flächeneckkonstruktionen kennen, planen, nach VSSM-Normen zeichnen - Die Folgen von Schwinden und Quellen des Holzes auf die Verbindung von verschiedenen Holzarten kennen - Gefugte Verbindungen kennen, planen und nach VSSM-Normen zeichnen - Einfache Werkzeichnungen nach VSSM-Normen in der Normalprojektion zeichnen |

Diese sind aber meist so abstrakt, dass sie in eine typische Situation bzw. eine Performanz umgesetzt werden müssen.
Der didaktische Planungsprozess verläuft in fünf Schritten:
1. Schritt:
die zu erreichende Performanz wird sehr detailliert beschrieben:
| Patrick (Schreinerlehrling im 1. Lehrjahr) sieht das Bild eines Ulmer-Hockers. Er gefällt ihm sehr und er würde gerne so einen Hocker herstellen. Er frägt sich, wie dieser wohl gefertigt worden ist und was die besonderen Schwierigkeiten bei der Herstellung sein könnten. Er googelt nach dem Stichwort „Ulmer-Hocker“ und liest die Beschreibung. Er überlegt sich die geeignete Flächeneckenverbindung und wie die Fussleisten befestigt sind. Er berücksichtigt dabei, dass Hocker und Fussleiste aus verschiedenem Holz gefertigt sind, und überlegt sich die Konsequenzen, die das für die Herstellung hat, und fertigt eine einfache Werkzeichnung an. Aus dem Internet übernimmt er dafür die Masse für Höhe, Breite und Tiefe des Hockers. Um die Dicke der Bretter zu bestimmen, berechnet er diese aus den bekannten Angaben. Er ist stolz auf seine Zeichnung und zeigt sie dem Lehrmeister, der ihm sagt, dass er den Hocker an einem Samstag herstellen dürfe, und Patrick freut sich darüber. |

2. Schritt:
Die für diese Performanz benötigten Ressourcen werden analysiert und aufgeführt:
| Kenntnisse (Wissen)                | - verschiedene Flächeneckenverbindungen und deren Vor- und Nachteile kennen - das Verhalten verschiedener Holzarten bezüglich Schwinden und Quellen kennen - VSSM-Normen kennen - erkennen, dass eine quadratische Gleichung gelöst werden muss |
| Fertigkeiten, Fähigkeiten (Können) | - sauber zeichnen - eine quadratische Gleichung korrekt aufstellen |
| Haltungen, Werte (Wollen)          | - Interesse - Beharrlichkeit - auf das Erreichte Stolz sein - sich auf eine Arbeit freuen |
| externe Ressourcen                 | - Internet - Ordner Schreiner Fachkunde - Zeichenbrett |

3. Schritt:
Es wird analysiert, welche Ressourcen die Lernenden eventuell bereits mitbringen.
4. Schritt:
Die noch fehlenden Ressourcen werden gruppiert und zu Unterthemen zusammengefasst. Im Idealfall können diese in einem Morphem (siehe unten) dargestellt werden.
5. Schritt:
Nun wird entschieden, welche Methoden, Sozialformen und Medien sich für die einzelnen Sequenzen am besten eignen und eingesetzt werden können.

### Ressourcenorientiert Unterrichten
Im Unterricht muss von den vorhandenen Ressourcen der Lernenden ausgegangen werden. Es gilt, an den Ressourcen der Teilnehmenden orientierte Lernarchitekturen (nach Hermann Forneck) zu gestalten, durch die den Teilnehmenden ermöglicht wird, individuelle Zugänge zum Thema, zur Aneignung der Ressourcen und zur Entwicklung der Kompetenzen zu finden. Dies ist derjenige Prozess, der im Berner Modell der Didaktik als driften bezeichnet wird (siehe unten). Dabei können die Teilnehmenden in den von den Unterrichtenden vorbereiteten Schwerpunkten (z. B. Morphemen) einen ihnen entsprechenden Zugang zum Stoff selbst wählen. Das bedeutet aber, dass das Lernen sehr individuell passiert und die Unterrichtenden – nach der Erstellung einer möglichen Lernarchitektur – vorwiegend als Lerncoaches tätig sind. Zeigt sich im Verlauf des Lernens jedoch, dass eine bestimmte Ressource einer Vielzahl von Lernenden fehlt, kann ihnen diese durchaus auch in einem Lehrgespräch vermittelt werden.

### Performanzorientiert Prüfen
Es ist grundsätzlich nicht möglich, Kompetenzen zu überprüfen, denn Kompetenz ist immer nur potentielle Performanz (Guy Le Boterf) und kann nur als solche gezeigt werden. Darum ginge es in einem kompetenzorientierten Kontext darum, die Performanz der Teilnehmenden zu überprüfen. Dies ist aber nur in praktischen Prüfungen oder in Assessments (z. B. Simulationen, Fallbeispiele) möglich. Dabei muss von der formulierten Performanz bzw. der geschilderten typischen Situation ausgegangen werden und die Performanz in diesem Kontext überprüft werden.
Nicht nur am Schluss einer Bildungssequenz, sondern auch nach einzelnen Teilsequenzen können die Teilnehmenden gewisse Performanzen zeigen. Einzelne erworbene Ressourcen können aber durchaus auch mündlich oder schriftlich überprüft werden. Weiter kann mit einer Anwendungs- bzw. Transferaufgabe, verknüpft mit der Reflexion des Handelns, oder mit Aufgaben zur Synthese von Ressourcen eine Performanz, zumindest annähernd, überprüft werden.

## Morpheme
In der Linguistik versteht man unter Morphemen die kleinsten bedeutungstragenden Einheiten einer Sprache. Dabei unterscheidet man lexikalische und grammatische Morpheme. An dieser Stelle interessieren nur die lexikalischen Morpheme. Dies sind die Wortwurzeln, die die Grundlage für die Bildung abgeleiteter Wörter in einer Sprache bilden.
Didaktik kann nun im weitesten Sinne auch als eine Sprache betrachtet werden, in welche wir den Unterrichtsstoff übersetzen, so dass er für die Lernenden verständlich wird. Analog sind dann die Morpheme in der Didaktik die kleinsten sinntragenden Einheiten eines Themas bzw. einer Unterrichtssequenz. Furrer verlangt im Berner Modell nun, dass aus den Morphemen jeweils das ganze Thema generiert werden kann. Er bezieht sich dabei auf die generativen Bilder bzw. generativen Wörter im Sinne Freires.
Es ist eine der schwierigsten, aber gleichzeitig lohnendsten Aufgaben der Didaktik, zu einem bestimmten Thema Morpheme zu bestimmen, weil die Lernenden, ausgehend von solchen Morphemen, sich das Thema weitgehend selbstgesteuert und ressourcenorientiert erarbeiten können.
Dies soll an zwei Beispielen erläutert werden:
Für eine Bildungsreise nach Istanbul wurden als zwei Morpheme die Hagia Sophia und die Bosporus-Brücke (Boğaz Köprüsü) herausgearbeitet.
Aus dem Morphem Hagia Sophia kann die ganze Geschichte von Istanbul abgeleitet werden. Vom vorchristlichen griechischen Tempel an dieser Stelle, über den Bau der Hagia Sophia (532) als Hauptkirche des Byzantinischen Reiches, zur Umwandlung zu einer Moschee nach der Eroberung Konstantinopels durch die Osmanen im Jahre 1453 bis zur heutigen Verwendung als Museum (seit 1931) in der Türkischen Republik.
Die Bosporus-Brücke steht als Morphem für die Stadt auf zwei Kontinenten. Doch kann von ihr aus auch auf die Modernisierung, das Bevölkerungswachstum und die Verkehrspolitik eingegangen werden.
Für die Berufskunde der Schreiner-Lehrlinge kann z. B. der Wassergehalt von Holz als Morphem genommen werden. Ausgehend davon können die verschiedensten grundlegenden Themen zur Holzverarbeitung behandelt werden, wie Schwinden und Quellen, Lagerung des Holzes, Beizen und vieles anderes mehr.
Morpheme eignen sich auch sehr gut als Elemente eines advance organizer oder einer Driftzone.

## Driftzone
Der Begriff der Driftzone bzw. des strukturellen Driftens stammt ursprünglich von den chilenischen Biologen Humberto Maturana und Francisco Varela, die ihn evolutionstheoretisch verwendeten. Er wurde von Edmund Kösel in die Didaktik eingeführt. Er bezeichnet damit einen Interaktions-Raum, in dem sich Lehrende und Lernende begegnen, in dem die Impulse und Wissensangebote der Lehrenden sich mit den Erfahrungen und Interessen der Lernenden verschränken, gleichsam strukturell gekoppelt sind und dadurch Lernfortschritte möglich machen.
Eine Driftzone besteht aus einzelnen Lernstationen – im besten Fall entsprechen diese Morphemen –, in welchen sich die Lernenden gemäss ihren Interessen und Fähigkeiten bewegen können. Sie können bei denjenigen Stationen beginnen, die ihren Vorkenntnissen, Lernfragen oder auch ihrem Lerntyp entsprechen. Bei neu entstehenden Fragen driften sie zu anderen Stationen und sie können sich so den ganzen Stoff selbstgesteuert zu eigen machen. Handelt es sich dabei um prüfungsrelevanten Stoff, muss anschliessend in der Lerngruppe durch die unterrichtende Person eine Ergebnissicherung gemacht werden.